# Harry Levin
Harry Tuchman Levin (* 18. Juli 1912 in Minneapolis; † 29. Mai 1994 in Cambridge, Massachusetts) war ein US-amerikanischer Literaturwissenschaftler und -kritiker.
Levin studierte bis 1933 englische und amerikanische Literatur an der Harvard University und unterrichtete dort von 1939 bis zu seiner Emeritierung 1983. Er ist einer der Begründer der vergleichenden Literaturwissenschaft und war von 1960 bis 1983 Irving Babbitt Professor of Comparative Literature. Neben der modernen Literatur galt sein Hauptinteresse dem Werk William Shakespeares und der englischen Literatur der Renaissance.
1950 wurde Levin in die American Academy of Arts and Sciences, 1960 in die American Academy of Arts and Letters, 1961 in die American Philosophical Society, 1977 in die Königlich Niederländische Akademie der Wissenschaften und 1982 in die British Academy gewählt. Seit 1985 vergibt die American Comparative Literature Association den Harry Levin Prize für literaturgeschichtliche und -kritische Bücher. Die Harvard University richtete 1997 die Harry-Levin-Professur für Literaturwissenschaft ein.

## Schriften
- James Joyce: A Critical Introduction (1941)
- Toward Stendhal (1945)
- Hrsg.: The Portable James Joyce (1947)
- Toward Balzac (1947)
- Hrsg.: Perspectives of Criticism (1950)
- The overreacher, a study of Christopher Marlowe (1952)
- Symbolism and Fiction (1956)
- Contexts of Criticism (1957)
- The Power of Blackness: Hawthorne, Poe, Melville (1958)
- The Question of Hamlet (1959)
- Irving Babbitt and the Teaching of Literature (1960)
- Hrsg.: The Scarlet Letter and other Tales of the Puritans by Nathaniel Hawthorne (1961)
- The Gates of Horn: A Study of Five French Realists (1963)
- Hrsg.: The Comedy of Errors (1965)
- Refractions: Essays in Comparative Literature (1966)
- Playboys and Killjoys: An Essay on the Theory and Practice of Comedy (1988)